# I'll be the one
『I'll be the one』（アイル・ビー・ザ・ワン）は、日本のバンド、HΛLの6thシングルである。2002年6月19日にavex traxより発売。

## 解説
- 前作同様、コピーコントロールCD仕様でのリリースとなる。
- 川口湖畔にある洋館風スタジオでジャケット撮影が行われた。 [1]
- 5月22日、都内某スタジオでミュージックビデオの撮影が行われた。HΛLNAと抱き合うシーンに出てくる男性は制作会社のスタッフ。 [2]

## 収録曲
1. I'll be the one
  - 作詞：HΛLNA　作曲：佐藤あつし　編曲：HΛL
  - TX系アニメ『ヒカルの碁』オープニングテーマ[3]
2. KOKORO 〜inwardly〜
  - 作詞：HΛLNA　作曲：梅崎俊春,佐藤あつし　編曲：HΛL
3. I'll be the one "TURBO'S SIGMA MIX"
  - リミックス：DJ TURBO
4. I'll be the one "BADATTITUDE MIX"
  - リミックス：中村直
5. I'll be the one "HΛL's MIX 2002"
  - リミックス：HΛL
6. I'll be the one "TV MIX"
7. KOKORO 〜inwardly〜 "TV MIX"